# Boyd Gordon
Pour les articles homonymes, voir Gordon.
Boyd Gordon (né le 19 octobre 1983 à Unity, dans la province de la Saskatchewan au Canada) est un joueur professionnel canadien de hockey sur glace. Il évolue à la position de centre.

## Carrière
Choix de première ronde des Capitals de Washington lors du repêchage de 2002, Gordon devient joueur professionnel l'année suivante, partageant la saison 2003-2004 entre les Caps et leur club affilié dans la Ligue américaine de hockey les Pirates de Portland. Il obtient un poste permanent avec Washington en 2006.
Au niveau international, il représente l'équipe du Canada qui remporta la médaille d'argent lors du championnat du monde junior de 2003.
Le 1er juillet 2011, il signe un contrat de 2 ans avec les Coyotes de Phoenix. Au terme de ces deux saisons, il rejoint en tant qu'agent libre les Oilers d'Edmonton le 5 juillet 2013 avec qui il s'entend pour trois saisons.
Le 30 juin 2015 il est échangé aux Coyotes de l'Arizona contre Lauri Korpikoski des Oilers d'Edmonton.

## Statistiques

### Statistiques en club
| Saison     | Équipe                    | Ligue       |     | Saison régulière | Saison régulière | Saison régulière | Saison régulière | Saison régulière |    | Séries éliminatoires | Séries éliminatoires | Séries éliminatoires | Séries éliminatoires | Séries éliminatoires |
| Saison     | Équipe                    | Ligue       | PJ  | B                | A                | Pts              | Pun              | PJ               | B  | A                    | Pts                  | Pun                  |                      |                      |
| 1999-2000  | Rebels de Red Deer        | LHOu        | 66  | 10               | 26               | 36               | 24               | 4                | 0  | 1                    | 1                    | 16                   |                      |                      |
| 2000-2001  | Rebels de Red Deer        | LHOu        | 72  | 12               | 27               | 39               | 39               | 22               | 3  | 6                    | 9                    | 2                    |                      |                      |
| 2001       | Rebels de Red Deer        | C. Memorial | -   | -                | -                | -                | -                | 4                | 0  | 0                    | 0                    | 0                    |                      |                      |
| 2001-2002  | Rebels de Red Deer        | LHOu        | 66  | 22               | 29               | 51               | 19               | 23               | 10 | 12                   | 22                   | 8                    |                      |                      |
| 2002-2003  | Rebels de Red Deer        | LHOu        | 56  | 33               | 48               | 81               | 28               | 23               | 8  | 12                   | 20                   | 14                   |                      |                      |
| 2003-2004  | Capitals de Washington    | LNH         | 41  | 1                | 5                | 6                | 8                | -                | -  | -                    | -                    | -                    |                      |                      |
| 2003-2004  | Pirates de Portland       | LAH         | 43  | 5                | 17               | 22               | 16               | 7                | 2  | 1                    | 3                    | 0                    |                      |                      |
| 2004-2005  | Pirates de Portland       | LAH         | 80  | 17               | 22               | 39               | 35               | -                | -  | -                    | -                    | -                    |                      |                      |
| 2005-2006  | Capitals de Washington    | LNH         | 25  | 0                | 1                | 1                | 4                | -                | -  | -                    | -                    | -                    |                      |                      |
| 2005-2006  | Bears de Hershey          | LAH         | 58  | 16               | 22               | 38               | 23               | 21               | 3  | 5                    | 8                    | 10                   |                      |                      |
| 2006-2007  | Capitals de Washington    | LNH         | 71  | 7                | 22               | 29               | 14               | -                | -  | -                    | -                    | -                    |                      |                      |
| 2007-2008  | Capitals de Washington    | LNH         | 67  | 7                | 9                | 16               | 12               | 7                | 0  | 0                    | 0                    | 0                    |                      |                      |
| 2008-2009  | Capitals de Washington    | LNH         | 63  | 5                | 9                | 14               | 16               | 14               | 0  | 3                    | 3                    | 4                    |                      |                      |
| 2009-2010  | Capitals de Washington    | LNH         | 36  | 4                | 6                | 10               | 12               | 6                | 1  | 1                    | 2                    | 0                    |                      |                      |
| 2009-2010  | Bears de Hershey          | LAH         | 2   | 0                | 2                | 2                | 0                | -                | -  | -                    | -                    | -                    |                      |                      |
| 2010-2011  | Capitals de Washington    | LNH         | 60  | 3                | 6                | 9                | 16               | 9                | 0  | 0                    | 0                    | 6                    |                      |                      |
| 2011-2012  | Coyotes de Phoenix        | LNH         | 75  | 8                | 15               | 23               | 10               | 16               | 0  | 2                    | 2                    | 6                    |                      |                      |
| 2012-2013  | Coyotes de Phoenix        | LNH         | 48  | 4                | 10               | 14               | 8                | -                | -  | -                    | -                    | -                    |                      |                      |
| 2013-2014  | Oilers d'Edmonton         | LNH         | 74  | 8                | 13               | 21               | 20               | -                | -  | -                    | -                    | -                    |                      |                      |
| 2014-2015  | Oilers d'Edmonton         | LNH         | 68  | 6                | 7                | 13               | 17               | -                | -  | -                    | -                    | -                    |                      |                      |
| 2015-2016  | Coyotes de l'Arizona      | LNH         | 65  | 2                | 2                | 4                | 10               | -                | -  | -                    | -                    | -                    |                      |                      |
| 2016-2017  | Flyers de Philadelphie    | LNH         | 13  | 1                | 0                | 1                | 2                | -                | -  | -                    | -                    | -                    |                      |                      |
| 2016-2017  | Phantoms de Lehigh Valley | LAH         | 6   | 0                | 0                | 0                | 21               | -                | -  | -                    | -                    | -                    |                      |                      |
| Totaux LNH | Totaux LNH                | Totaux LNH  | 706 | 56               | 105              | 161              | 149              | 52               | 1  | 6                    | 7                    | 16                   |                      |                      |

### Statistiques en équipe nationale
| Année | Équipe | Compétition                 |   | PJ | B | A | Pts | Pun               |  | Résultat |
| 2003  | Canada | Championnat du monde junior | 6 | 0  | 0 | 0 | 0   | Médaille d'argent |  |          |

## Honneurs et trophées
- 2000-2001 :
  - champion de la Coupe du Président avec les Rebels de Red Deer.
  - champion de la Coupe Memorial avec les Rebels de Red Deer.
- 2002-2003 :
  - nommé dans la première équipe d'étoiles de l'assocation Est de la LHOu.
  - remporte le trophée Brad Hornung (meilleur esprit sportif dans la LHOu).
- 2005-2006 : champion de la Coupe Calder avec les Bears de Hershey.